# Hermann von Michaelis
Hermann Friedrich Alexander von Michaelis (* 20. März 1813 in Perscheln; † 30. Mai 1890 in Gronau (Westf.)) war ein preußischer Generalleutnant.

## Leben

### Herkunft
Hermann war Angehöriger des 1808 nobilitierten und in Ostpreußen begüterten Adelsgeschlecht von Michaelis. Seine Eltern waren der preußischen Major und Herr auf Perscheln Wilhelm von Michaelis (1778–1848) und dessen Ehefrau Wilhelmine, geborene Gnaps († 1847). Seine Schwester Berta (1811–1893) war seit 1827 mit Karl Ludwig Stern von Gwiazdowski (1794–1874) verheiratet.

### Militärkarriere
Michaelis besuchte die Kadettenhäuser in Kulm und Berlin. Während seiner Berliner Zeit war er Leibpage von König Friedrich Wilhelm III. und wurde am 10. August 1831 als Portepeefähnrich im Kaiser Franz Grenadier-Regiment der Preußischen Armee angestellt. Im Jahr darauf avancierte Michaelis zum Sekondeleutnant, war von Mai 1837 bis Juli 1839 zur Schulabteilung des Lehr-Infanterie-Bataillons kommandiert und als Examinator für Portepeefähnriche an der Divisionsschule der 1. Garde-Division tätig. Daran schloss sich bis 1844 eine Verwendung als Adjutant des Füsilier-Bataillons an. Für ein Jahr war Michaelis ab dem 1. November 1845 als militärischer Begleiter des Fürsten Emil zu Fürstenberg kommandiert. Mitte Januar 1848 wurde er zum Premierleutnant befördert, nahm im gleichen Jahr an der Niederschlagung der Straßenkämpfe in Berlin und dann während des Feldzuges gegen Dänemark am Gefecht bei Schleswig teil. Nach Kommandierungen als Kompanieführer beim 2. und 1. Garde-Landwehr-Regiment wurde Michaelis Mitte Mai 1852 als Hauptmann Kompaniechef und steig bis Januar 1858 zum Major auf. Als solcher war er ab dem 31. Mai 1858 auch Garnisonrepräsentant von Berlin. Am 15. März 1859 folgte seine Ernennung zum Bataillonskommandeur. Michaelis kommandierte zunächst das II., dann das Füsilier-Bataillon und wurde am 18. Oktober 1861 Oberstleutnant. Am 21. November 1864 ernannte man ihn zum Kommandeur des 8. Pommerschen Infanterie-Regiments Nr. 61, dass seinerzeit noch in Kiel und Eckernförde stationiert war. Mitte Juni 1865 avancierte Michaelis zum Oberst und führte sein Regiment im Jahr darauf während des Krieges gegen Österreich in den Schlachten bei Gitschin und Königgrätz. Für sein Verhalten wurde ihm der Rote Adlerorden III. Klasse mit Schwertern verliehen.
Nach dem Friedensschluss wurde Michaelis unter Stellung à la suite seines Regiments am 14. Juli 1868 zum Kommandanten von Erfurt ernannt und kurz darauf mit Patent vom 3. Juli 1868 zum Generalmajor befördert. Diese Stellung hatte er 1870/71 während des Krieges gegen Frankreich inne. Am 1. August 1871 wurde er zu den Offizieren von der Armee versetzt und zum stellvertretenden Kommandeur der 12. Infanterie-Brigade ernannt. Anlässlich des Ordensfestes erhielt Michaelis im Januar 1872 den Kronenorden II. Klasse, bis er schließlich am 4. Februar 1873 unter Verleihung des Charakters als Generalleutnant mit der gesetzlichen Pension zur Disposition gestellt wurde.

### Familie
Michaelis hatte sich am 11. April 1839 in Potsdam mit Luise Gräfin zu Solms-Wildenfels (1822–1888) verheiratet, einer Schwester des preußischen Generalleutnants August zu Solms-Wildenfels (1823–1918). Aus der Ehe ging der Sohn Hermann (1840–1891) hervor, der in der Preußischen Armee zum Hauptmann avancierte und nach seiner Verabschiedung Bürgermeister von Belgern wurde.